# Tōkutemo feat. WISE
Singles de Kana Nishino
MAKE UP
(2009) Kimi ni Aitaku naru kara
(2009)
Pistes de LOVE one.
Prologue ~Kirari~ Doll
Tōkutemo feat. WISE (遠くても feat.WISE) est le 5e single de la chanteuse de J-pop Kana Nishino en collaboration avec WISE.

## Présentation
Il est sorti sous le label SME Records Inc. en collaboration avec WISE le 18 mars 2009 au Japon. Il sort au format CD. Il atteint la 40e position à l'Oricon. Il se vend à 2 042 exemplaires la première semaine et reste classé 12 semaines pour un total de 9 536 exemplaires vendus. La chanson Tōkutemo se trouve sur l'album LOVE one. et sur la compilation Love Collection ~mint~.

## Pistes
| 1. | Tōkutemo feat. WISE (遠くても feat.WISE) | Kana Nishino, WISE                       | Giorgio Cancemi            | Giorgio Cancemi |  |
| 2. | GIRLS JUST WANT TO HAVE FUN              | Kana Nishino, VIVID Neon*, HAZARD ROBERT | VIVID Neon*, HAZARD ROBERT | VIVID Neon*     |  |
| 3. | Saturday☆Night feat. GIORGIO 13          | Kana Nishino, GIORGIO 13                 | Giorgio Cancemi            | Giorgio Cancemi |  |